# إنتي

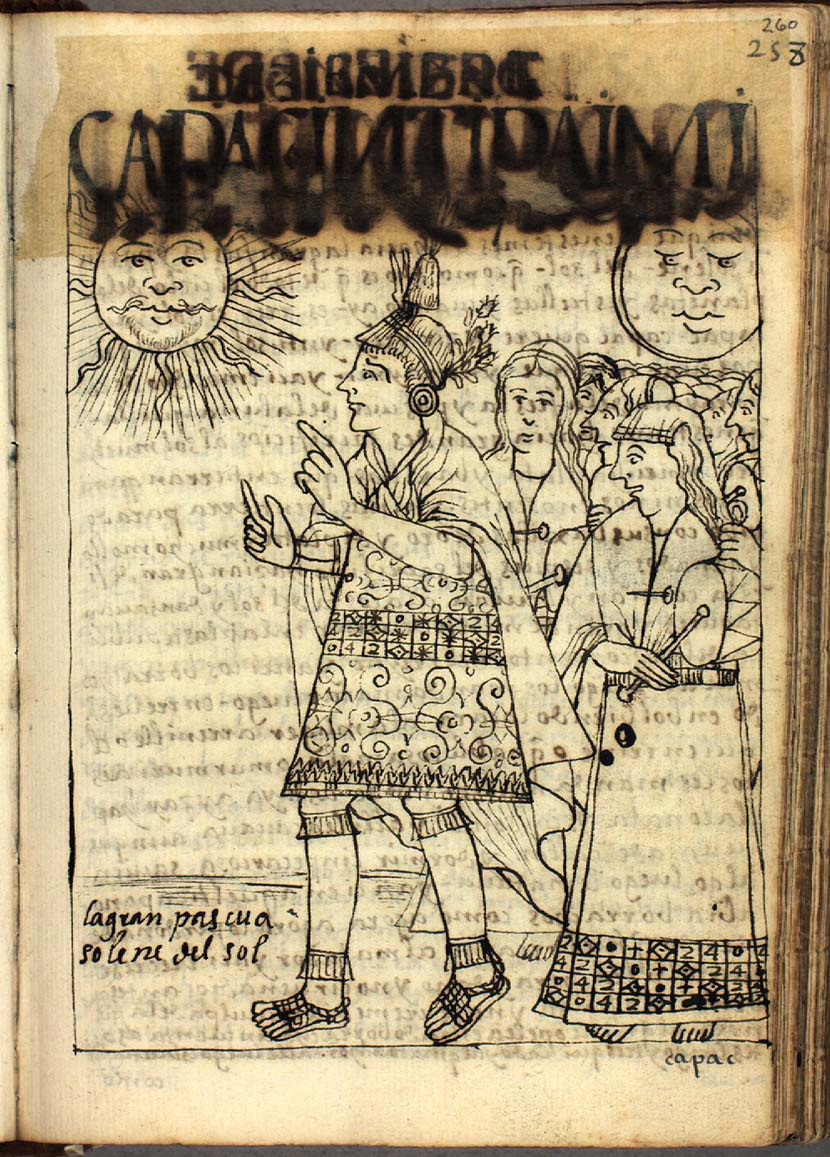
صورة للإنكيين وشمس المعبود إنتي

وفقاً لأساطير الإنكا، إنتي Inti هو إله الشمس، وكذلك الراعي والمعبود لإمبراطورية الإنكا. ولا يعرف أصله بالضبط. القصة الأكثر شيوعا تقول انه ابن فيراكوتشا، إله الحضارة.

## التاريخ
كان إنتي وأخته الكبرى ماما كيلا (إلهة القمر) يعتبران بشكل عام آلهة خير. تزوج إنتي من أخته ماما كيلا. التي حملت وأنجبت طفلين. يُعتقد أن سلف الإنكا المؤسس المعروف باسم مانكو كاباك هو ابن إنتي. وفقًا لأسطورة قديمة ، علم إنتي ابنه مانكو كاباك وابنته ماما أوكلو فنون الحضارة وقام بإرسالهما إلى الأرض لتمرير هذه المعرفة للبشرية . ومع ذلك ، تقول أسطورة أخرى أن مانكو كاباك كان ابن فيراكوتشا.
كانت الشمس ربما أهم جانب من جوانب الحياة لدى الإنكا، لأنها توفر الدفء والضوء. إنتي المعروف أيضا باسم واهب الحياة. كان يُعبد في الغالب من قبل المزارعين الذين يعتمدون على الشمس في الحصول على محاصيل جيدة.
أمر إنتي أبناءه ببناء عاصمة ممكلة الإنكا حيث يعتقد أن هذا حدث في مدينة كوسكو. كان حاكم الإنكا يعتبر هو الممثل الحي للإله إنتي.
كان ويلاق أومو هو أحد كبار كهنة الشمس في إمبراطورية الإنكا. وبحكم منصبه كان يعتبر ثاني أقوى شخص في المملكة . كان يتبع لـ إنكا سابا مباشرة ، وكانا في الغالب إخوة. يعتقد أن الإمبراطور وعائلته ينحدرون من الإله إنتي.
تم الاستيلاء على قرص ذهبي كبير يمثل إنتي من قبل الغزاة الأسبان في عام 1571 وأرسل إلى البابا عبر إسبانيا. وفُقد منذ ذلك الحين. في أسطورة لاحقة ، اعتُبر إنتي ابن آلهة الأرض باتشاماما وإله السماء باتشاهيك. أصبح إنتي أيضًا الزوج الثاني لأمه باتشاماما إلهة الأرض.
| التجسيدات الحديثة الأربع لإنتي أسطورة إمبراطورية الإنكا - إنتي أو شمس مايو في علم الأرجنتين, 1818 - إنتي أو شمس مايو في علم بيرو، 1822 - إنتي في علم بيرو المؤقت، كما صممه خوسيه برناردو دي تاغل, 1822 - إنتي أو شمس مايو في علم الأوروغواي، 1828 |